# Calpulli
Nella società azteca precolombiana, un Calpulli (nahuatl: [kalpo:lli] che significa "grande casa") era il termine che designava un'unità organizzativa più piccola dell'Altepetl (città-stato). Una Città-Stato Nahua era divisa in numerosi calpulli, ognuno dei quali costituiva un'unità in cui gli abitanti erano collettivamente responsabili di diversi compiti organizzativi e religiosi nei confronti dell'altepetl.

## Descrizione
La terra controllata dai Calpulli era a disposizione dei membri del calpulli che potevano coltivarla. Sulla terra comune esistevano i Telpochcalli, ovvero scuole per ragazzi di origine non nobile.
Il tipo di rapporto tra i membri del calpulli è oggetto di discussione. Tradizionalmente si ritiene che il calpulli fosse in origine un nucleo familiare in cui gli abitanti erano tra loro imparentati tramite vincoli di sangue o di matrimonio. Alcuni studiosi, come Van Zantwijk (1985), negano che questo fosse necessario, e dimostrano che in alcuni altepetl la struttura familiare era sostituita da una gerarchia basata sul potere ed il prestigio, dove venivano accettate persone provenienti da altri altepetl che avevano il diritto di insediarsi divenendo parte di quel calpulli. Michael Smith (2003) ha dimostrato che in alcune città Nahua, in particolare ad Otumba, ogni calpulli si era specializzato in un genere di commercio, trasformandosi in una sorta di gilda.

## I Calpulli di Tenochtitlan
Le suddivisioni di Tenochtitlán, capitale azteca, venivano chiamate calpulli. Non si conosce il numero esatto di calpulli presenti in città, ma Van Zantwijk (1985) ha basato i suoi calcoli su numerose fonti etnostoriche, ed è arrivato a contarne 20, 7 dei quali rappresentavano i gruppi fondatori di Tenochtitlan, mentre gli altri 13 erano composti da gruppi giunti in città in tempi successivi, durante il suo sviluppo. La seguente lista elenca i calpulli riconosciuti da Van Zantwijk (1985):
Calpulli fondatori
- Tlacatecpan
- Tlacochcalco
- Huitznahuac
- Yopico
- Chalman
- Izquitlan
- Cihuatecpan

Nuovi calpulli
- Chililico
- Coatlan
- Apanteuctlan
- Acatliacapan
- Tzonmolco
- Tezcacoac
- Tlamatzinco
- Molonco Itlillan
- Tecpantzinco
- Xochicalco
- Coatlxoxouhcan
- Cuauhquiahuac
- Atempan